# Cerizay
Cerizay är en kommun i departementet Deux-Sèvres i regionen Nouvelle-Aquitaine i västra Frankrike. Kommunen ligger i kantonen Cerizay som tillhör arrondissementet Bressuire. År 2022 hade Cerizay 4 795 invånare.

## Befolkningsutveckling
Antalet invånare i kommunen Cerizay
| Referens: INSEE |